# Saltasauroidea
Saltasauroidea (zástupci: „saltasauroidi“) je nadčeleď titanosaurních sauropodních dinosaurů, žijících v období pozdní (svrchní) křídy (geologický stupeň cenoman až maastricht, asi před 100 až 66 miliony let). Jednalo se o poměrně vývojově vyspělou skupinu sauropodů, vyskytujících se téměř po celém světě.

## Definice
Tento taxon byl definován fylogenetickou analýzou z roku 2016, která ukázala, že existovala vývojová skupina spojující klady Aeolosaurini a Saltasauridae, kromě toho pak ještě taxony Baurutitan, Diamantinasaurus a Isisaurus. V roce 2022 byl další odbornou prací taxon (nadčeleď) Saltasauroidea potvrzen jakožto užitečný prvek pro klasifikaci titanosaurů. Saltasauroidea je v ní sesterskou vývojovou skupinou ke kladu Colossosauria, zahrnujícím i některé z největších známých dinosaurů vůbec (rody Argentinosaurus, Patagotitan ad.). Dnes jsou do skupiny Saltasauroidea řazeny čeledi Nemegtosauridae a Saltasauridae, potenciálně klad Aeolosaurini a dále rody Baurutitan (nejisté zařazení), Bustingorrytitan, Diamantinasaurus (nejisté zařazení), Isisaurus (nejisté zařazení), Titanomachya a Udelartitan.

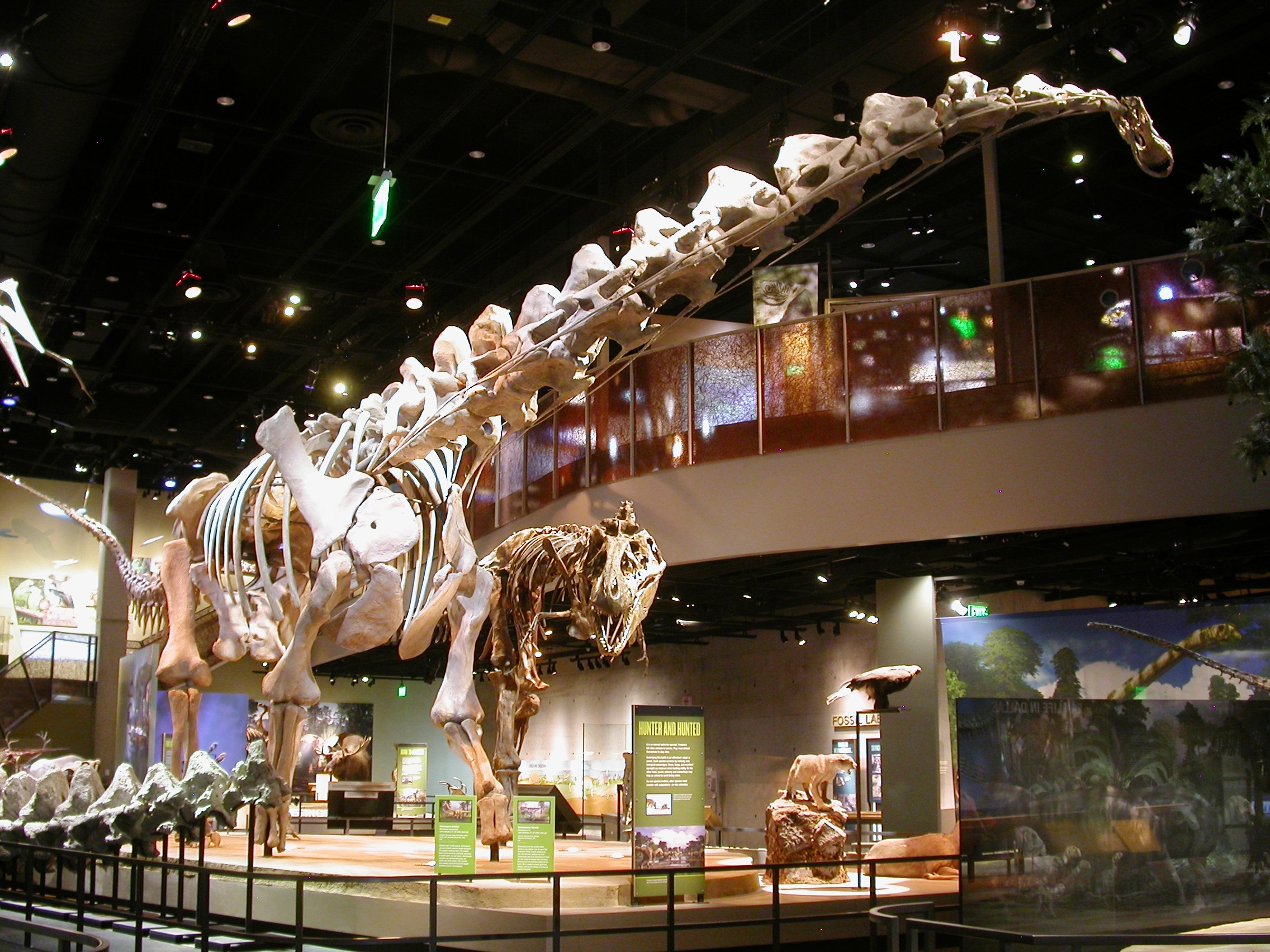
Obří zástupce skupiny, Alamosaurus sanjuanensis.

## Popis
Saltasauroidi byli obvykle menší až středně velcí sauropodi s délkou mezi 10 až 15 metry, jejich největší a zároveň poslední žijící druh Alamosaurus sanjuanensis však dosahoval délky přes 30 metrů a hmotnosti kolem 70 tun. Stejně jako ostatní sauropodi byli i saltasauroidi relativně robustními býložravými čtvernožci, kteří žili ve skupinách. Patří k vývojově nejvyspělejším a také nejmladším zástupcům sauropodních dinosaurů, žijícím pouze v období pozdní křídy.
Podle odborné práce z toku 2021 byla kostra těchto sauropodů často výrazně pneumatizovaná, jejich obratle a další kosti byly duté a zabíhaly do nich početné vzdušné vaky, které byly přímou součástí respiračního systému. U saltasauroidních sauropodů známe v některých případech i unikátní nálezy v podobě kostřiček dosud nevylíhnutých embryí v hromadných hnízdištích a tzaké otisky textury kůže (včetně otisků kůže embryí).